# Rhynchotermes bulbinasus
Rhynchotermes bulbinasus (лат.) — вид носатых термитов из подсемейства Syntermitinae (Termitidae). Эндемик Колумбии.

## Распространение
Южная Америка: Колумбия (Buenavista, Clemencia, Lomas La Querella, Sabanalurga, Sincelejo; Departamento de Sucre).

## Описание
От прочих термитов отличаются бульбовидным «носом» (nasus), трубковидным выступом на головной капсуле солдат, который утолщается к концу (у других носатых термитов он утоньшается к вершине) и длинными сильно изогнутыми серповидными мандибулами (~160-190°). Каста солдат диморфична, есть мелкие и крупные формы; усики длинные, почти вдвое превышают длину «носа» и состоят из 14 члеников. Рабочие мономорфные, слегка крупнее солдат (максимальная ширина головы 1,06-1,15 мм). Голова оранжевая, брюшко беловато-желтоватое.
Крупные солдаты (в мм): длина головы с «носом» 1,93-2,20; максимальная ширина головы 0,89-1,09; максимальная длина левой мандибулы 0,74-0,84; длина «носа» 1,11-1,26; минимальная ширина носа (базальный диаметр) 0,12-0,15; максимальная ширина носа (апикальный диаметр) 0,17-0,22; максимальная ширина пронотума 0,52-0,62; длина передней голени 0,96-1,11; длина задней голени 1,21-1,36.
Мелкие солдаты (в мм): длина головы с «носом» 1,74-1,93; максимальная ширина головы 0,75-0,99; максимальная длина левой мандибулы 0,64-0,81; длина «носа» 1,06-1,16; минимальная ширина носа (базальный диаметр) 0,10-0,12; максимальная ширина носа (апикальный диаметр) 0,16-0,20; максимальная ширина пронотума 0,48-0,53; длина передней голени 0,93-1,01; длина задней голени 1,14-1,21.
Все собранные экземпляры Rhynchotermes bulbinasus были найдены на пастбищах рогатого скота и в биотопах на границе с пастбищами, в местах с крайней степенью нарушения естественной растительности. В этих сообществах из термитов доминирует вид Amitermes foreli, который строит термитники в виде конических глиняных насыпей. Некоторые виды родов Heterotermes, Microcerotermes, и Nasutitermes, являются также симпатрическими с Rhynchotermes bulbinasus. Это вид стал первым новым для науки видом термитов, сразу же зафиксированным с помощью цифровой макрофотографии.
Вид Rhynchotermes bulbinasus стал седьмым в составе рода Rhynchotermes Holmgren, 1912 (подсемейство Syntermitinae Engel and Krishna, 2004). Ранее в нём были описаны R. nasutissimus, R. perarmatus, R. nyctobius, R. diphyes, R. guarany и R. piauy. Их можно различать по форме носа: бульбовидному у R. bulbinasus, цилиндрическому у R. perarmatus и коническому у остальных видов рода.